# レフセ

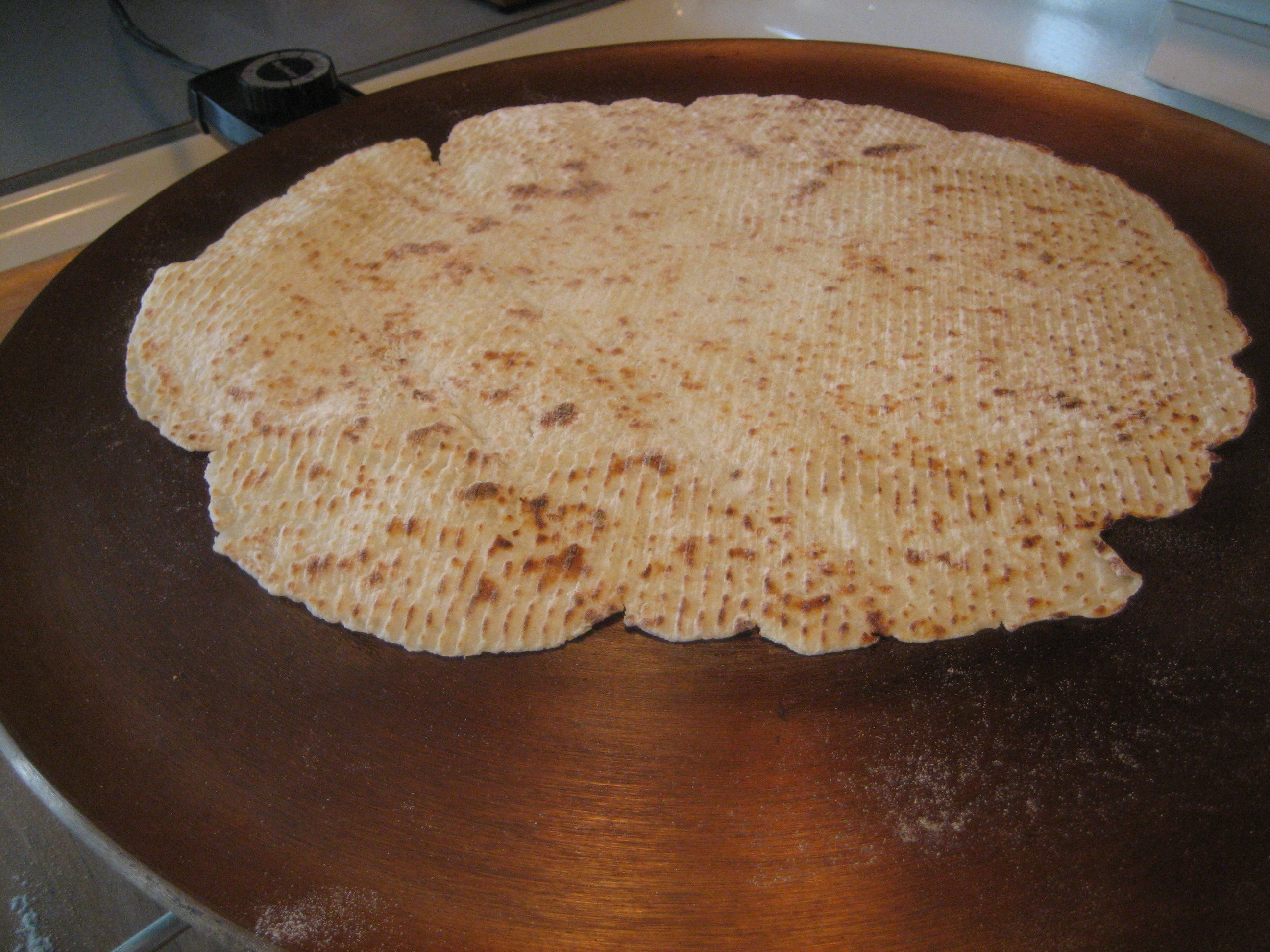
レフセを焼いているところ

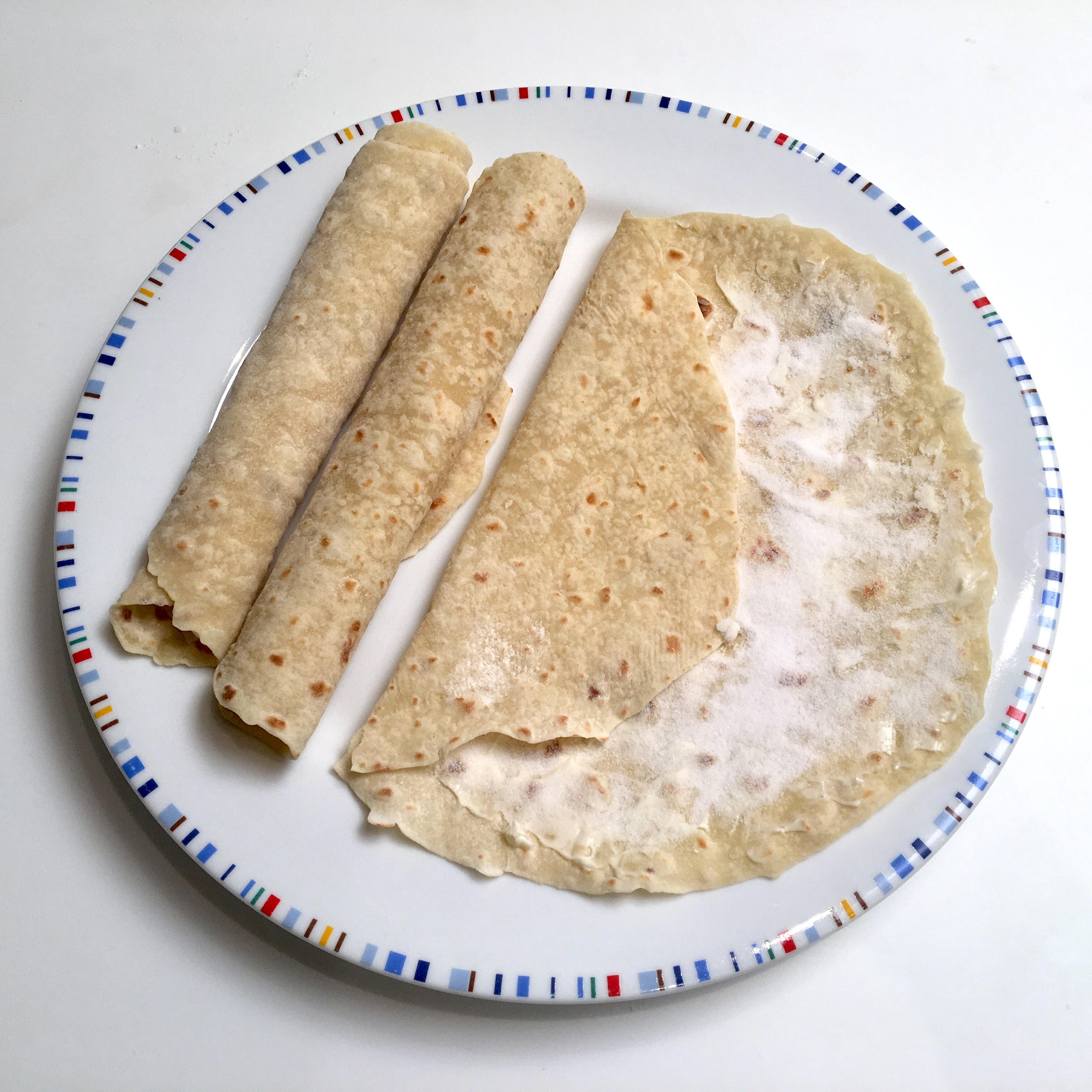
バターを塗り、シナモンシュガーなどを振りかけて巻いて食べるレフセ

レフセ（ノルウェー語: lefse）は、ノルウェー発祥の無発酵パン、フラットブレッド。
ノルウェーは18世紀にジャガイモが紹介されると、ジャガイモはノルウェーの食文化の中心的な存在となり、さまざまな料理に使用されてきた。レフセも例外ではなく、ほかのノルウェー料理と同様にジャガイモが使用されている。前日の食事に使われたジャガイモの残りを使用したのが始まりとされる。
北欧からの移民が多いアメリカ合衆国ミネソタ州でも定着しており、ミネソタ名物となっている。ミネソタ州では市販品や家庭でレフセを作るためのミックス粉も市販されており、バターを塗り、シナモンシュガーなどを振りかけて巻いて食べる。